# 芳流
芳流（かんばしりゅう）は、新舞踊における流派のひとつである。